# Jan-Niclas Gesenhues

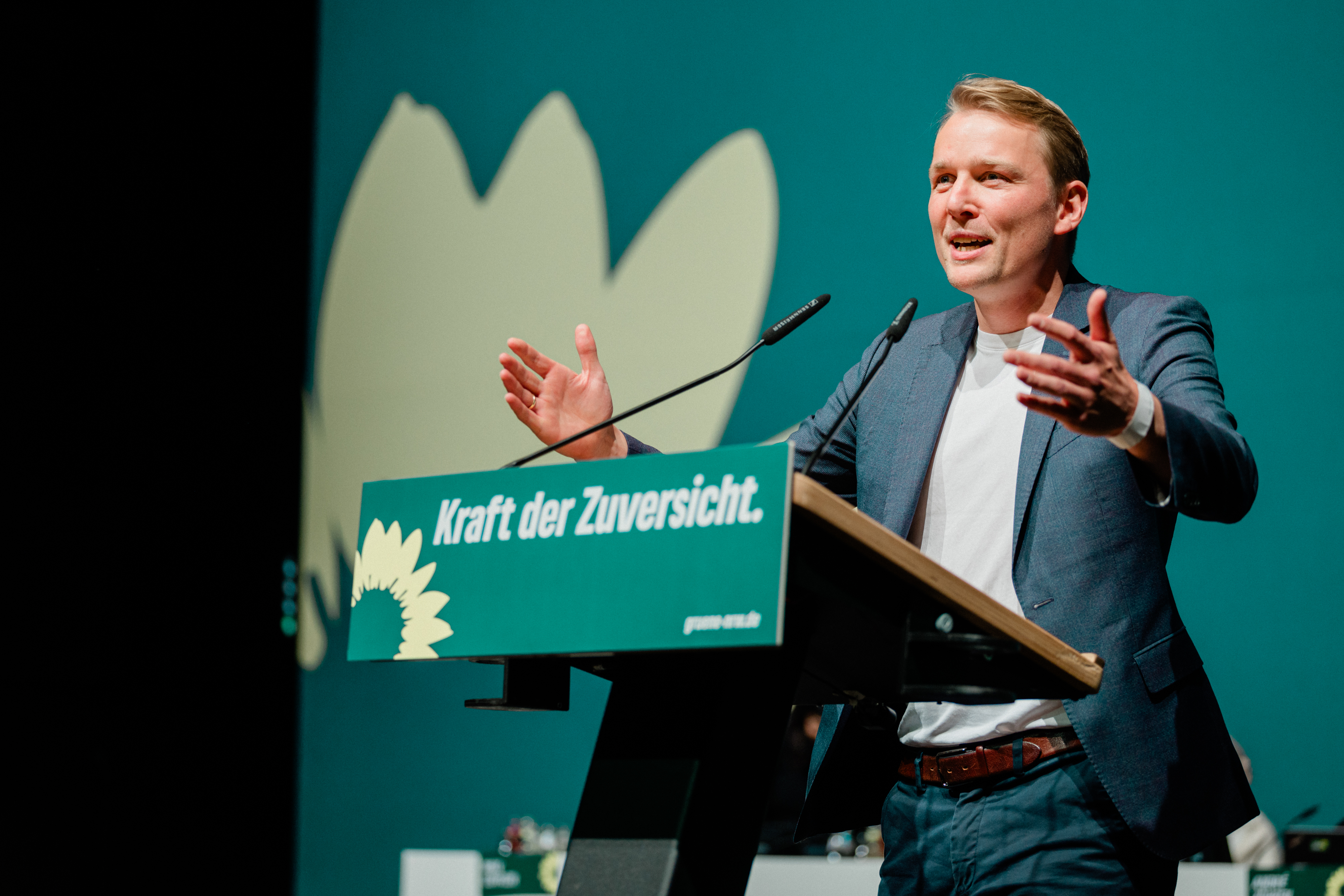
Jan-Niclas Gesenhues, 2024

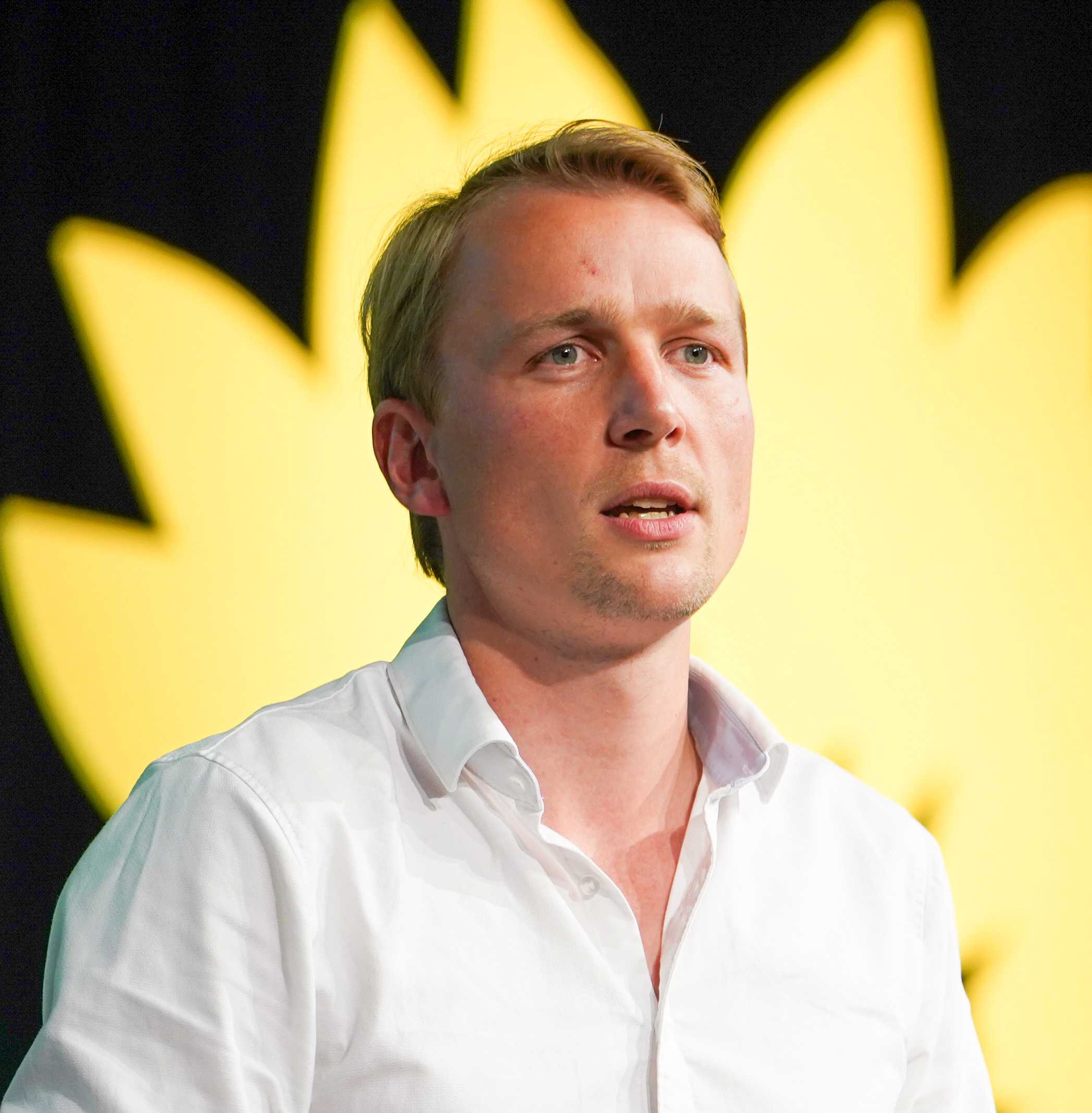
Jan-Niclas Gesenhues, 2021

Jan-Niclas Gesenhues (* 12. Februar 1990 in Karlsruhe) ist ein deutscher Politiker (Bündnis 90/Die Grünen). Er ist seit 2021 Mitglied des Deutschen Bundestags. Von 2024 bis 2025 war er Parlamentarischer Staatssekretär bei der Bundesministerin für Umwelt, Naturschutz, nukleare Sicherheit und Verbraucherschutz.

## Leben
Gesenhues wurde in Karlsruhe geboren, wohnt allerdings in Emsdetten. Dort machte er am Gymnasium Martinum sein Abitur und absolvierte danach ein Freiwilliges Soziales Jahr in Mosambik. Im Anschluss studierte er an der Universität Münster Volkswirtschaftslehre, Schwerpunkt Ressourcen- und Umweltökonomik, das er mit einem Master abschloss. Daraufhin promovierte er zu dem Thema „Smart Energy in Mozambique. Drivers, Barriers and Options.“ an der Universität Münster, die Promotion schloss er 2020 ab. Von 2019 bis zu seinem Einzug in den Bundestag im September 2021 arbeitete er als Bereichsleiter Internationales bei der Kreishandwerkerschaft Steinfurt-Warendorf.
Gesenhues ist Vater einer Tochter.

## Politik
Gesenhues war von 2014 bis 2021 Fraktionsvorsitzender der Grünen im Kreistag Steinfurt. Von 2018 bis 2022 war er im Landesvorstand der Grünen NRW und arbeitete dort im Bereich Naturschutz und Landwirtschaft sowie Forschung und Entwicklungszusammenarbeit.
Bereits bei der Bundestagswahl 2017 versuchte Gesenhues als Direktkandidat der Grünen im Wahlkreis Steinfurt III ein Mandat im Bundestag zu erhalten. Mit 6,52 % der Stimmen landete er auf Platz 3 hinter Anja Karliczek von der CDU und Jürgen Coße von der SPD, verpasste somit den Einzug in den Bundestag. Bei der Bundestagswahl 2021 bewarb er sich erneut um ein Direktmandat im selben Wahlkreis. Erneut erreichte er den 3. Platz, konnte allerdings mit 15,5 % der Stimmen deutliche Gewinne verzeichnen. Das Direktmandat erhielt wieder Anja Karliczek. Allerdings zog Gesenhues nach der Wahl über die Landesliste der Grünen in Nordrhein-Westfalen in den Bundestag ein.
In der 20. Wahlperiode des Deutschen Bundestages war Gesenhues zunächst Obmann im Ausschuss für Umwelt, Naturschutz, nukleare Sicherheit und Verbraucherschutz und zugleich ordentliches Mitglied im Ausschuss für wirtschaftliche Zusammenarbeit und Entwicklung. Ab Juli 2022 war Gesenhues umweltpolitischer Sprecher seiner Bundestagsfraktion und leitete die AG Umwelt, Naturschutz, nukleare Sicherheit und Verbraucherschutz.
Nach dem Wechsel von Christian Kühn zum Bundesamt für die Sicherheit der nuklearen Entsorgung wurde Gesenhues am 15. Februar 2024 als dessen Nachfolger zum Parlamentarischen Staatssekretär bei der Bundesministerin für Umwelt, Naturschutz, nukleare Sicherheit und Verbraucherschutz, Steffi Lemke, ernannt. In dieser Funktion wurde er außerdem Vorsitzender der Aufsichtsräte der Bundesgesellschaft für Endlagerung, der Gesellschaft für Anlagen- und Reaktorsicherheit und der Gesellschaft für Zwischenlagerung.
Im Rahmen der Koalitionsverhandlungen zwischen Bündnis 90/Die Grünen Nordrhein-Westfalen und der CDU Nordrhein-Westfalen nach der Landtagswahl in Nordrhein-Westfalen 2022 im Vorfeld der Bildung des Kabinetts Wüst II verhandelte Gesenhues als stellvertretender Leiter der Verhandlungsgruppe „Umwelt, Landwirtschaft, Natur- und Verbraucherschutz“.
Von Februar 2024 bis zum 6. Mai 2025 war er Parlamentarischer Staatssekretär bei der Bundesministerin für Umwelt, Naturschutz, nukleare Sicherheit und Verbraucherschutz, Steffi Lemke (Grüne).
Bei der vorgezogenen Bundestagswahl am 23. Februar 2025 trat Jan-Niclas Gesenhues wieder als Direktkandidat für den Wahlkreis Steinfurt III sowie auf Platz 8 der Landesliste von Bündnis 90/Die Grünen Nordrhein-Westfalen an. Er erhielt 11,8 Prozent der Erststimmen und zog über die Landesliste erneut in den Deutschen Bundestag ein. Seine Fraktion wählte ihn für die 21. Wahlperiode zum umweltpolitischen Sprecher sowie zum Leiter der AG Umwelt, Klimaschutz, Naturschutz und nukleare Sicherheit. Darüber hinaus ist er stellvertretendes Mitglied im Ausschuss für wirtschaftliche Zusammenarbeit und Entwicklung.

## Mitgliedschaften
- Naturschutzbund Deutschland
- Nord-Süd-Beirat der Heinrich Böll-Stiftung[22]
- Vorsitzender des Aufsichtsrats der Bundesgesellschaft für Endlagerung[14]
- Vorsitzender des Aufsichtsrats der Gesellschaft für Anlagen- und Reaktorsicherheit[15]
- Vorsitzender des Aufsichtsrats der Gesellschaft für Zwischenlagerung[16]

## Publikationen
- Offensiver Umweltschutz. Wie wir Natur und Wohlstand retten können. Murmann Verlag, März 2024, ISBN 978-3-86774-7882.

## Auszeichnungen
- Top 100 ESG Table, Table Media[23]
- Top 40 under 40, Capital Magazin[24]